# Hôpital Foch

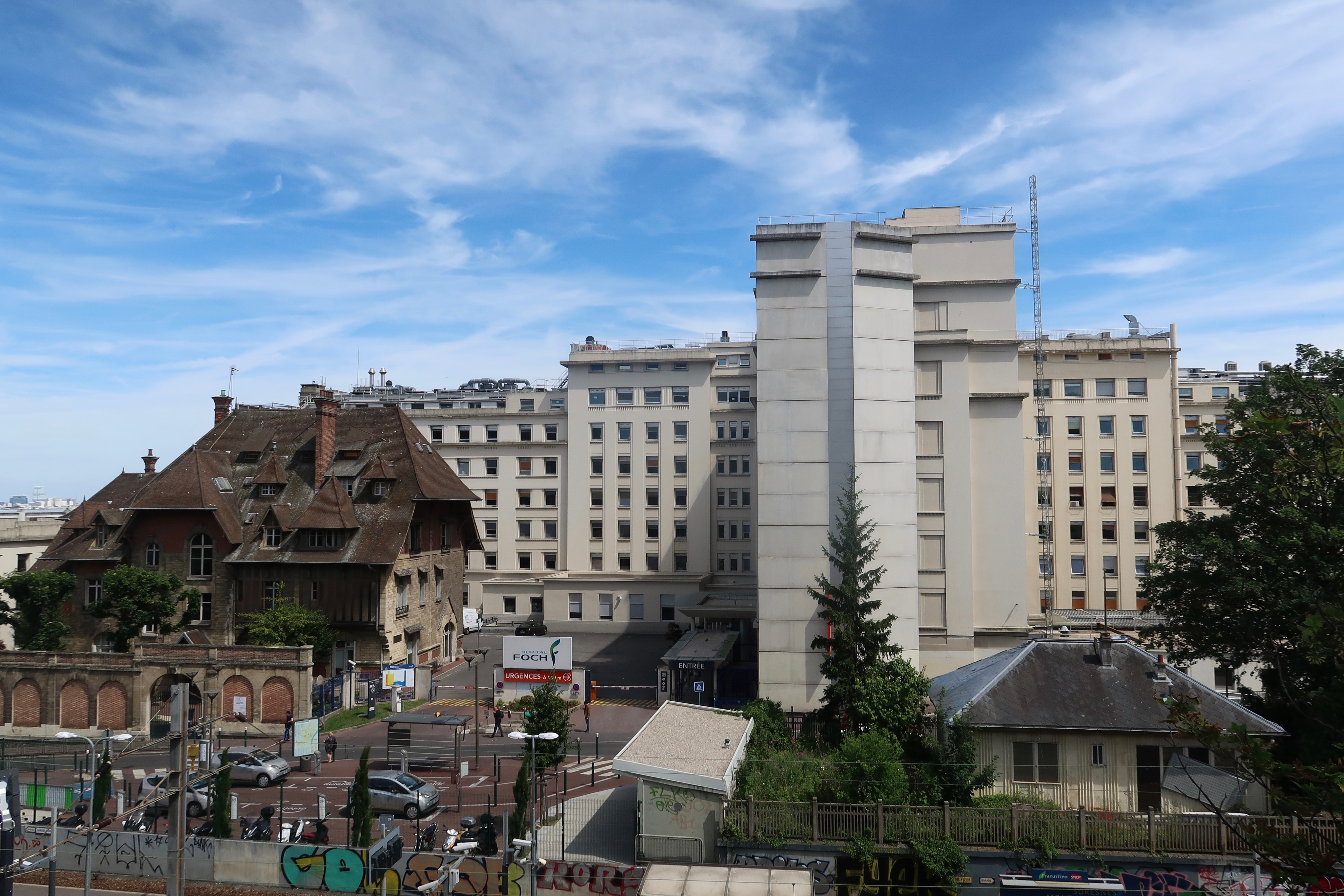
Hôpital Foch

Das Hôpital Foch ist ein Krankenhaus in Suresnes (Frankreich), das 1929 gegründet wurde. Es gehört heute zum öffentlichen Krankenhausverbund Établissement de santé privé d'intérêt collectif (ESPIC). Die Adresse lautet 40, rue Worth. 
Es ist ein Lehrkrankenhaus der Universität Versailles. Das Hôpital Foch ist eines der größten Krankenhäuser Europas.